# Hengshui
Pronunciação
Hengshui é uma cidade da República Popular da China, localizada na província de Hebei. No censo de 2010, sua população era de 4.340.373 habitantes, dos quais 522.147 viviam na área metropolitana.